# Stadion Juliska
El Stadion Juliska es un estadio multiusos de Dejvice, en el distrito 6 de Praga, República Checa. El estadio fue inaugurado en 1960 y es utilizado principalmente para la práctica del fútbol. El FK Dukla Praga disputa en el estadio sus partidos como local.
La capacidad total del recinto 8.150 espectadores. Además del fútbol se han organizado varios eventos deportivos como campeonatos de atletismo y el anual Josef Odložil Memorial. En 2012 se inauguró en los alrededores del estadio una estatua de la leyenda del Dukla y del fútbol checoslovaco Josef Masopust.

## Imágenes

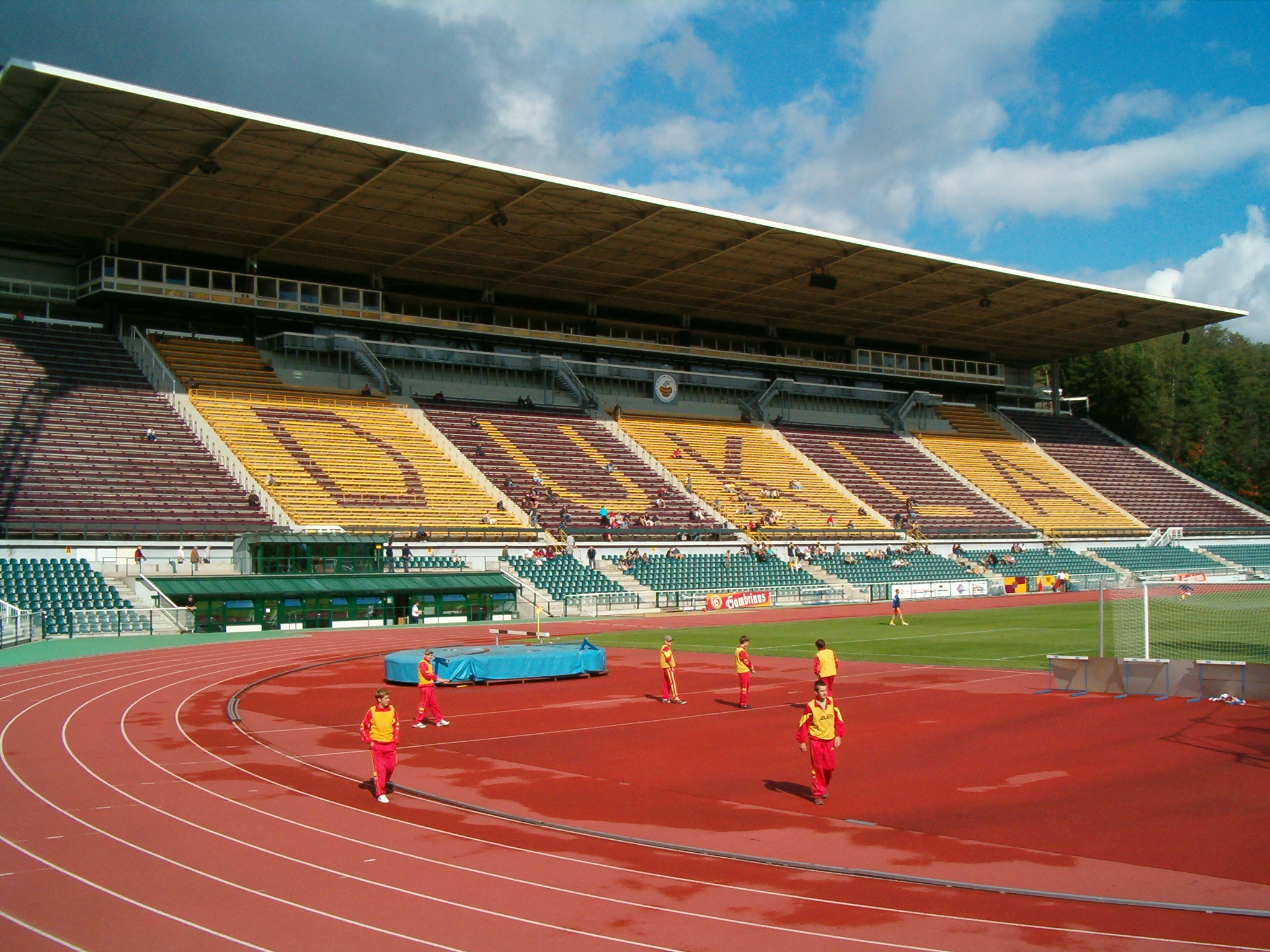
Tribuna principal
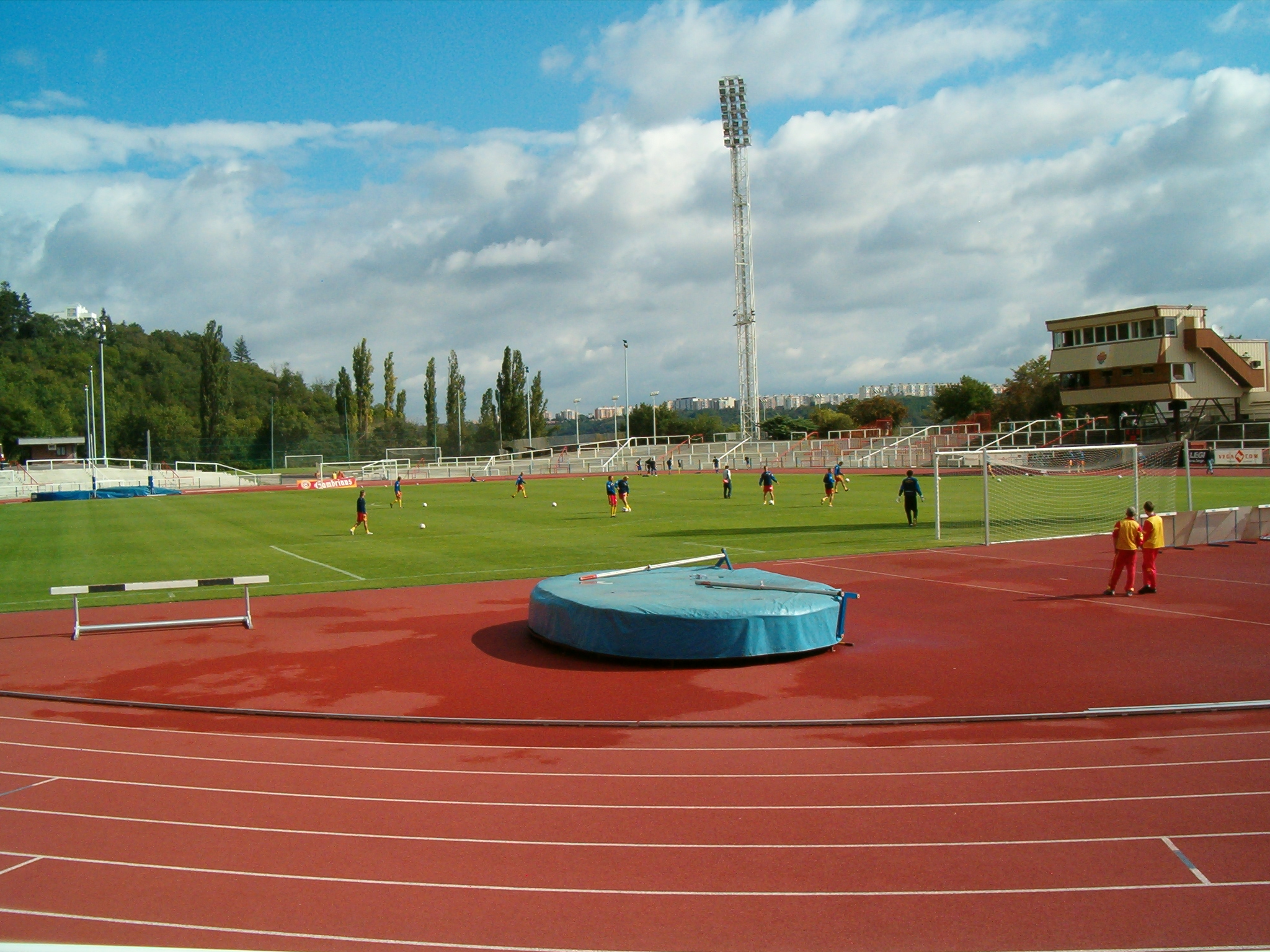
Terreno de juego
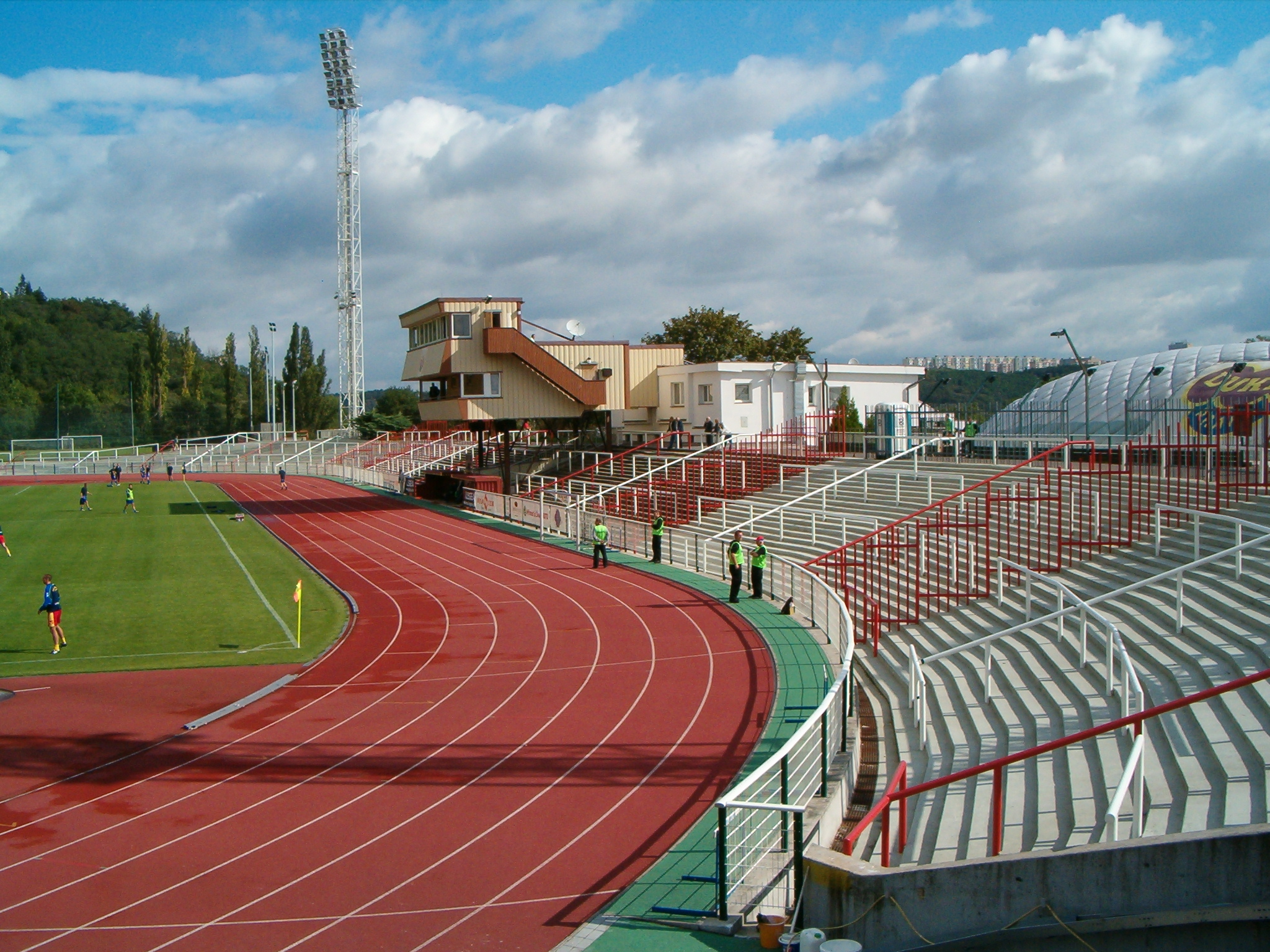
Pista de atletismo
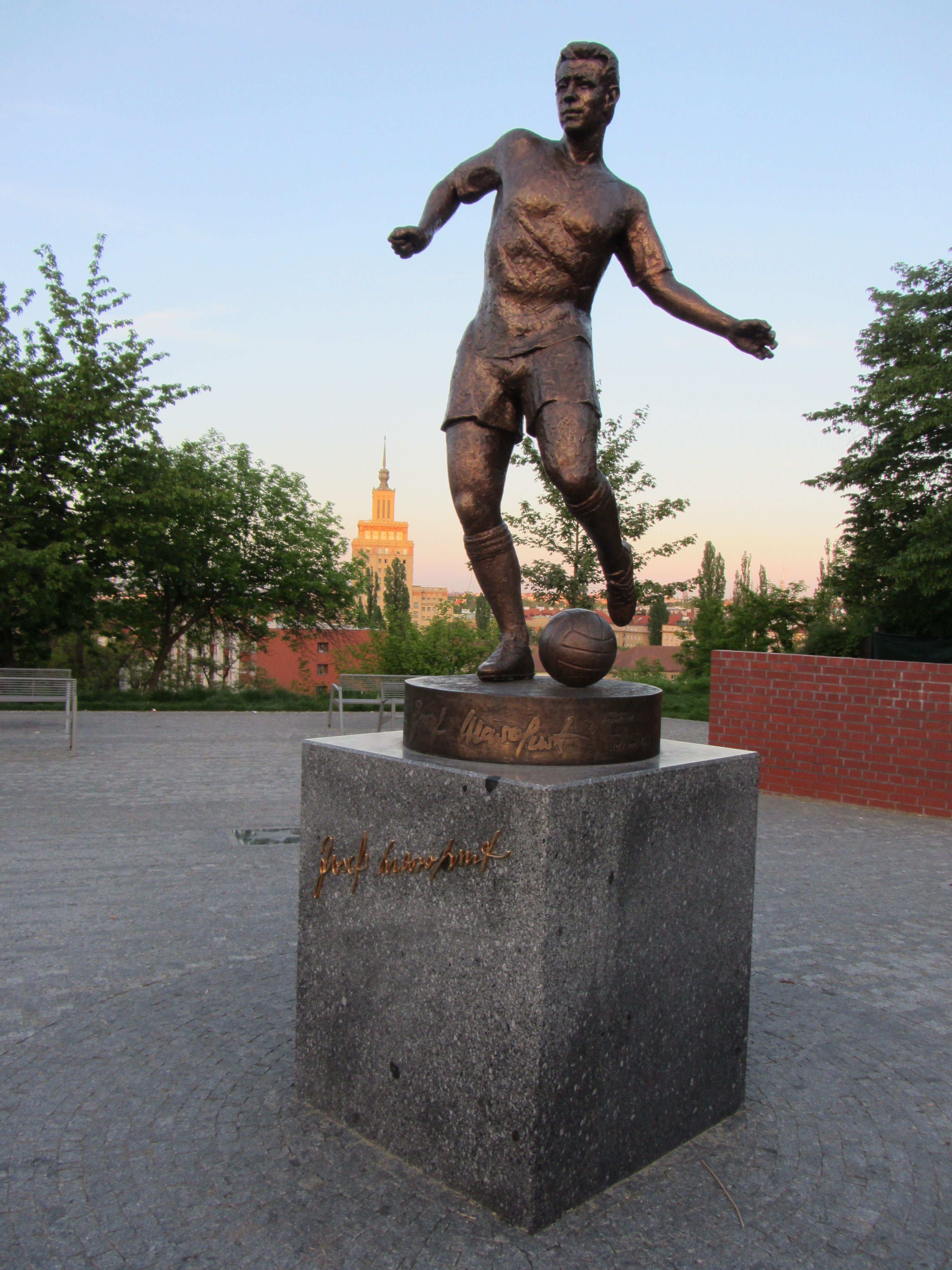
Estatua de Josef Masopust